# ویلوربان
شهر ویلوربن (به فرانسوی: Villeurbanne) در شهرستان رون در ناحیه رون-آلپ با جمعیت ۱۳۶٬۴۷۳ در کشور فرانسه واقع شده‌است